# Джилл Гетерінгтон
Джилл Гетерінгтон (англ. Jill Hetherington, нар. 27 жовтня 1964) — колишня канадська професійна тенісистка.
Здобула один одиночний та чотирнадцять парних титулів туру WTA.
Найвищу одиночну позицію світового рейтингу — 64 місце досягнула 29 лютого 1988, парну — 6 місце — 27 березня 1989 року.
Завершила кар'єру 1997 року.

## Фінали турнірів Великого шолома

### Парний розряд: 2 (2 поразки)
| Результат | Рік  | Championship                           | Покриття | Партнер       | Опоненти                        | Рахунок       |
| --------- | ---- | -------------------------------------- | -------- | ------------- | ------------------------------- | ------------- |
| Поразка   | 1988 | Відкритий чемпіонат США з тенісу       | Тверде   | Патті Фендік  | Джиджі Фернандес Робін Вайт     | 6–4, 6–1      |
| Поразка   | 1989 | Відкритий чемпіонат Австралії з тенісу | Тверде   | Patty Fendick | Мартіна Навратілова Пем Шрайвер | 3–6, 6–3, 6–2 |

#### Мікст: 1 (1 поразка)
| Результат | Рік  | Championship                         | Покриття | Партнер              | Опоненти                              | Рахунок             |
| --------- | ---- | ------------------------------------ | -------- | -------------------- | ------------------------------------- | ------------------- |
| Поразка   | 1995 | Відкритий чемпіонат Франції з тенісу | Ґрунт    | Джон-Лаффньє де Ягер | Лариса Савченко-Нейланд Тодд Вудбрідж | 7–6(10–8), 7–6(7–4) |

## Титули WTA

### Одиночний розряд (1)
| Ранг | Дата          | Турнір                    | Покриття | Опонент       | Рахунок  |
| ---- | ------------- | ------------------------- | -------- | ------------- | -------- |
| 1.   | 7 лютого 1988 | Wellington, Нова Зеландія | Тверде   | Катріна Адамс | 6–1, 6–1 |

### Парний розряд (14)
| Легенда               |
| --------------------- |
| Grand Slam (0)        |
| WTA Championships (0) |
| Tier I (0)            |
| Tier II (2)           |
| Tier III (2)          |
| Tier IV & V (10)      |

| Ранг | Дата              | Турнір                                | Покриття  | Партнер         | Опоненти                               | Рахунок            |
| ---- | ----------------- | ------------------------------------- | --------- | --------------- | -------------------------------------- | ------------------ |
| 1.   | 15 липня 1984     | Ріо-де-Жанейро, Бразилія              | Тверде    | Елен Пеллетьє   | Penny Mager Кайлі Коупленд             | 6–3, 2–6, 7–6(9–7) |
| 2.   | 31 січня 1988     | ASB Classic, Нова Зеландія            | Тверде    | Патті Фендік    | Кеммі Макгрегор Синтія Макгрегор       | 6–2, 6–1           |
| 3.   | 7 лютого 1988     | Wellington, Нова Зеландія             | Тверде    | Патті Фендік    | Белінда Кордвелл Джулі Річардсон       | 6–3, 6–3           |
| 4.   | 7 серпня 1988     | Southern California Open, U.S.        | Тверде    | Патті Фендік    | Бетсі Нагелсен Діанне Ван Ренсбург     | 7–6(12–10), 6–4    |
| 5.   | 14 серпня 1988    | LA Women's Tennis Championships, U.S. | Тверде    | Патті Фендік    | Джиджі Фернандес Робін Вайт            | 7–6(7–2), 5–7, 6–4 |
| 6.   | 16 жовтня 1988    | Сан-Хуан, Пуерто-Рико                 | Тверде    | Патті Фендік    | Джиджі Фернандес Робін Вайт            | 6–4, 6–2           |
| 7.   | 5 лютого 1989     | ASB Classic, Нова Зеландія            | Тверде    | Патті Фендік    | Елізабет Смайлі Дженін Томпсон         | 6–4, 6–4           |
| 8.   | 26 лютого 1989    | Silicon Valley Classic, U.S.          | Килим (i) | Патті Фендік    | Лариса Савченко-Нейланд Наташа Звєрєва | 7–5, 3–6, 6–2      |
| 9.   | 23 квітня 1989    | Japan Open (теніс), Японія            | Тверде    | Елізабет Смайлі | Ann Hendricksson Бет Герр              | 6–1, 6–3           |
| 10.  | 22 квітня 1990    | Сінгапур                              | Тверде    | Джо Дьюрі       | Паскаль Параді Катрін Сюїр             | 6–4, 6–1           |
| 11.  | 21 квітня 1991    | Х'юстон, U.S.                         | Ґрунт     | Кеті Ріналді    | Патті Фендік Мері Джо Фернандес        | 6–1, 2–6, 6–1      |
| 12.  | 4 серпня 1991     | Southern California Open, U.S.        | Тверде    | Кеті Ріналді    | Джиджі Фернандес Наталі Тозья          | 6–4, 3–6, 6–2      |
| 13.  | 5 лютого 1995     | ASB Classic, Нова Зеландія            | Тверде    | Елна Рейнах     | Лаура Голарса Кароліна Віс             | 7–6(7–5), 6–2      |
| 14.  | 19 листопада 1995 | Pattaya Women's Open, Таїланд         | Тверде    | Крістін Кунс    | Крістін Годрідж Міягі Нана             | 2–6, 6–4, 6–3      |